# Il legato romano
Il legato romano è un romanzo storico di Guido Cervo ambientato sul finire del III secolo, pubblicato nel 2002 dalla casa editrice Piemme.
È il primo romanzo della trilogia Il legato romano, seguito da La legione invincibile e L'onore di Roma.

## Trama
Nel 275 d.C. i tempi della grandezza di Roma sono ormai tramontati e i confini lungo il Reno sono tutt'altro che invalicabili. Approfittando di questa situazione una coalizione di tribù barbare di immense dimensioni è pronta a invadere la Gallia. Di conseguenza centinaia di uomini armati e feroci, giunti da ogni direzione, devastano ogni cosa lungo il cammino. In questo quadro apparentemente disperato alla XXII legione, guidata da Valerio Metronio, spetta il duro compito di ricacciare gli invasori oltre il Reno. Così sullo sfondo di uno scenario dominato dalla violenza e dal sangue si intrecciano le storie dei protagonisti, delle loro personali battaglie e dei loro amori. E alla fine sarà ancora la guerra a decidere, nel bene o nel male, le sorti di ognuno di loro.

## Edizioni
- Guido Cervo, Il legato romano, Piemme, 2008,  p. 474, ISBN 978-88-384-9947-0.

- Guido Cervo, Il legato romano. La difesa dell'impero, Pickwick, Piemme, ottobre 2022,  p. 459, ISBN 9788855447522.